# Fondazione Anti-corruzione
La Fondazione per la lotta alla corruzione (in russo Фонд Борьбы с Корруцией?, Fond borby s korruptsiyey, o semplicemente Fondazione Anti-corruzione, abbreviato in FBK (in russo ФБК? o ACF in inglese nelle pubblicazioni internazionali), è una fondazione non commerciale e organizzazione investigativa il quale scopo è di svolgere indagini su vari politici, oligarchi, funzionari e propagandisti russi sulla corruzione, spesso venivano pubblicate attraverso il canale YouTube del suo fondatore, Aleksej Naval'nyj. Le notizie venivano raccolte anche tramite whistleblowing. In Russia è attualmente bandita come "organizzazione estremista che viola la privacy", ed è legata al partito Russia del Futuro dichiarato fuorilegge.
Durante tutta la sua attività, sono state svolte indagini sui primi ministri Michail Mišustin e Viktor Zubkov, sul presidente della Duma di Stato Vjačeslav Volodin, sul ministro della difesa Sergej Šojgu, sul ministro degli affari esteri Sergej Lavrov, sull'ex first lady Ljudmila Putina, sul capo della Guardia Nazionale Russa Viktor Zolotov e altri, trovando palazzi, ville, case all'estero e patrimoni segreti.
L'indagine più famosa fu sull'ex capo di Stato e capo di governo russo Dmitrij Medvedev nel film pubblicato dalla fondazione nel 2017, On vam ne Dimon, trovando sull'suo conto miliardi non comunicati, tre palazzi privati, vigne e varie case sia in Russia che all'estero. Dopo la pubblicazione del film la popolarità del premier ha subito un forte calo fino alle dimmissioni del 2020. Nel 2021 pubblicano un'indagine sul presidente della Federazione Russa Vladimir Putin che in una settimana ha collezionato oltre 100 milioni di views su YouTube.
Il 20 luglio 2020 Naval'nyj ha annunciato la liquidazione della fondazione come persona giuridica e il suo trasferimento a un'altra denominazione legale. La ragione della liquidazione è stata una causa da parte della società Moskovskij Škol'nik, secondo la quale FBK, l'avvocatessa della fondazione Ljubov' Sobol' e lo stesso Naval'nyj hanno dovuto pagare circa 88 milioni di rubli, allora ciascuno circa 29 milioni di rubli. Nello stesso mese la fondazione si è trasferita temporaneamente in Ucraina.
Nel 2021 ha coordinato le proteste di massa in Russia a sostegno di Aleksej Naval'nyj, organizzate dal partito Russia del Futuro a seguito del suo arresto a Mosca.
Secondo l'istituto sociologico Levada Center, il 55% dei russi hanno fiducia nell'indagine sul palazzo segreto di Putin.
Nel febbraio 2021 vengono rivelati dal canale televisivo Russia Today dei presunti contatti tra un collaboratore della fondazione, Vladimir Ašurkov, e James William Thomas Ford, indicato dai servizi segreti russi come agente dell'intelligence britannica MI6. Ašurkov avrebbe chiesto al Regno Unito delle somme di denaro per finanziare la propria attività. Il 9 giugno 2021 cessò le sue attività in Russia. L'11 luglio 2022 il leader incarcerato Navalny annunciò che la fondazione avrebbe proseguito il lavoro all'estero. Dopo la sua morte è guidata dalla vedova Julija Naval'naja. Del Comitato consultivo fanno parte anche Guy Verhofstadt, Anne Applebaum e Francis Fukuyama.

## Indagini
- 2011: L'attico di Sluckij, prima indagine di FBK; indagine sulla corruzione del deputato della Duma di Stato Leonid Sluckij
- 2014: Sem'ja Putinych (Famiglia Putin), indagini sulla famiglia del presidente Vladimir Putin, principalmente sull'ex first lady Ljudmila Putina e sua figlia.
- 2015: Čajka, indagine sulla criminalità della famiglia dell'alto funzionario del governo, Jurij Čajka.
- 2017: On vam ne Dimon ("Non chiamatelo Dimon"), indagine sull'ex presidente della Federazione Russa Dmitrij Medvedev
- 2018: Rybka (Pesciolina), indagine sul capo di gabinetto Sergej Prichod'ko e sul deputato e imprenditore Oleg Vladimirovič Deripaska attraverso i social network di una escort bielorussa, Anastasija "Rybka", che precedentemente ha vandalizzato insieme ad altre escort una sede del partito di Aleksej Naval'nyj (Russia del Futuro) entrando nel ufficio semi-nude.
- 2018: Il palazzo che non si può filmare - Šuvalev; indagine sul palazzo (proprietà terriera) segreto del primo vice-premier durante il governo Medvedev, Igor Šuvalev, per la quale hanno dovuto ricostruire un palazzo condominiale di fronte, murandogli le finestre, per evitare che la gente veda la proprietà.
- 2019: Propagandisti, grande indagine su vari propagandisti di stato russi
- 2019: Bently, palazzi, assassinii. Come è fatto il Caucaso del Nord, indagine sulla criminalità, corruzione e repressioni del governo ceceno di Ramzan Kadyrov
- 2020: Il Palazzo di Putin - La storia della corruzione più grande; indagine sul presidente della Federazione Russa Vladimir Putin.
- 2021: La telefonata di Alexei Navalny a Konstantin Kudryavtsev: indagine sull'avvelenamento di Navalny
- 2021: Volodin, un miliardario innamorato di Putin; indagine sul presidente della Duma di Stato Vjačeslav Volodin
- 2024: Traditori, di Marija Pevčich, serie sugli oligarchi del periodo di Boris El'cin

## Presidenti/capi
- Aleksej Naval'nyj (2011-2023)
- Marija Pevčich (2023-2024)
- Julija Naval'naja (2024-)

## Lista dei direttori
- Aleksej Naval'nyj – marzo 2011 - febbraio 2013
- Roman Rubanov – febbraio 2013 - dicembre 2018[6]
- Ljubov' Sobol' – dicembre 2018 - gennaio 2019 (ad interim)
- Ivan Ždanov  – dal gennaio 2019

## Membri e collaboratori noti
- Aleksej Naval'nyj
- Julija Naval'naja
- Dasha Naval'naja
- Marija Pevčich
- Roman Rubanov
- Ljubov' Sobol'
- Ivan Ždanov
- Leonid Volkov
- Lilija Čanyševa
- Ksenia Fadeeva
- Kira Jarmyš
- Boris Akunin
- Dmitrij Bykov
- Oksana Baulina
- Ruslan Šaveddinov
- Olga Komleva
- Vadim Ostanin